# Harildo Déda
Harildo Esteves Déda (Simão Dias, 3 de novembro de 1939 — Salvador, 19 de setembro de 2023) foi um ator, professor e diretor teatral brasileiro.

## Carreira
Aos 12 anos de idade, foi para Salvador estudar no Internato Dois de Julho, onde iniciou-se nas artes cênicas, sempre participando das peças teatrais realizadas no colégio.
Ao longo de sua carreira, trabalhou em várias produções de teatro, cinema e televisão. Atuou em inúmeros filmes, como Central do Brasil e Tieta do Agreste. Sua estréia no cinema foi em A construção da moto, filme censurado e nunca lançado.
Na televisão, atuou em centenas de títulos, como O Pagador de Promessas, Dona Flor e Seus Dois Maridos e Carga Pesada.
No teatro, participou de mais de 80 peças, como ator, e de aproximadamente trinta produções teatrais, como diretor.
Foi professor da  Escola de Teatro da Universidade Federal da Bahia, tendo sido mestre de vários atores, como Vladimir Brichta. Sua dedicação ao ensino das artes cênicas foi reconhecida pela Fundação Gregório de Mattos, que batizou uma de suas salas com o nome do professor e diretor teatral.
Harildo Deda morreu no dia 19 de setembro de 2023, aos 83 anos. Ele  estava internado no Hospital Português da Bahia. A causa da morte foi falência de múltiplos órgãos.

## Televisão
| Ano  | Título                        | Personagem       | Nota                          |
| ---- | ----------------------------- | ---------------- | ----------------------------- |
| 1981 | Rosa Baiana                   | Bartoldo         |                               |
| 1988 | O Pagador de Promessas        | Romualdo         |                               |
| 1998 | Dona Flor e Seus Dois Maridos | Delegado Juarez  |                               |
| 1998 | Terça Nobre                   | Edésio           | Episódio: "Danada de Sabida"  |
| 2004 | Carga Pesada                  | Josias           | Episódio: "A Gente Chega Lá"  |
| 2008 | Faça sua História             | Homem no Volante | Episódio: "Mulher no volante" |
| 2012 | Gabriela                      | Ribeirinho       |                               |
| 2016 | Velho Chico                   | Dr. Amorim       | Participação Especial         |

## Cinema
- 2017 - A Finada Mãe da Madame - Lúcio velho
- 2010 - Quincas Berro D'Água - Supervisor de Leonardo
- 2009 - Besouro - Dono do boteco
- 2008 - Orquestra dos Meninos - Deputado Mendes
- 2005 - Cidade Baixa - Careca
- 2004 - O Veneno da Madrugada
- 2004 - Cascalho
- 2000 - Palavra e Utopia
- 1998 - Central do Brasil - Bené
- 1996 - Tieta do Agreste - Coronel Artur
- 1980 - J.S. Brown, o Último Herói
- 1979 - Joana Angélica - Padre
- 1978 - Coronel Delmiro Gouveia
- 1977 - Antônio Conselheiro e a Guerra dos Pelados
- 1974 - As Moças Daquela Hora[7]
- 1970 - Pindorama